# Кюрдски езици
Кюрдският език е ирански език, който се говори в областта, наречена Кюрдистан, в това число кюрдското население в Иран, Ирак, Сирия и Турция.
Кюрдският език принадлежи към западната подгрупа на иранските езици, която е част от индо-иранския клон на индоевропейското езиково семейство. Най-близки до кюрдския език са балуджки, гилянски и талишки езици, като всички те спадат към северозападния клон на иранските езици. Персийският език, който спада към югозападния клон, също се смята за сходен език, въпреки че различията между кюрдски и персийски са повече от сходствата.
Кюрдският език е официален език в Ирак, Използва се и от част от кюрдското население в Турция, Сирия и Иран.
В Иран, макар и да се използва в местните медии вестници, не се позволява да се използва в училищата. В резултат на това ограничение много ирански кюрди заминават за Ирак, където могат да учат родния си език. В началото на 20 век страните, които контролират областите, в които се говори кюрдски отказват да го приемат като официален език и налагат ограничения за използването му. Днес той е официален език само в Ирак. В Турция използването на кюрдски е разрешено, но с известни ограничения; В Иран се използва за някои публикации, но не се позволява да се използва в училищата. Сирия все още се противопоставя на използването на кюрдски в страната.
Освен множестово частни телевизионни канали излъчващи на кюрдки език, в Турция има и специален канал ТРТ6, който предава 24 часа на кюрдски език.

## Писменост
За записване на кюрдския език е възможно да се използват три различни писмени системи. В Иран и Ирак най-често се използва променена версия на арабицата, въпреки че в Ирак се употребява и латиницата. В Турция и Сирия също се използва латинската азбука. Кюрдите от бившия СССР използват видоизменена кирилица. Съществува предложение за обща международно призната кюрдска азбука, която се основава на ISO-8859-1.
| Курманджи (латиница) | Йекгърту | Курманджи (кирилица) | Сорани – самостоятелни букви                | Сорани – начални букви           | Сорани – среднословни букви      | Сорани – краесловни букви                      | МФА (звук) |
| -------------------- | -------- | -------------------- | ------------------------------------------- | -------------------------------- | -------------------------------- | ---------------------------------------------- | ---------- |
| A a                  | A a      | A a                  | ا                                           | ئا                               | —                                | ـا                                             | [aː]       |
| B b                  | B b      | Б б                  | ﺏ                                           | ﺑ                                | ـبـ                              | ـب                                             | [b]        |
| C c                  | J j      | Щ щ                  | на арабски: ﺝ                               | на арабски: ﺟ                    | на арабски: ـجـ                  | на арабски: ـج                                 | [d͡ʒ]       |
| Ç ç                  | C c      | Ч ч                  | на арабски: چ                               | на арабски: ﭼ                    | на арабски: ـچـ                  | на арабски: ـچ                                 | [t͡ʃ]       |
| D d                  | D d      | Д д                  | на арабски: ﺩ                               | —                                | —                                | на арабски: ــد                                | [d]        |
| E e                  | E e      | Ә ә                  | на арабски: ﮦ                               | на арабски: ﺋﮫ                   | —                                | на арабски: ﮫ                                  | [ɛː]       |
| Ê ê                  | É é      | E e(Э э)             | на арабски: ێ                               | на арабски: ئێـ                  | на арабски: ـێـ                  | на арабски: ـێ                                 | [e]        |
| F f                  | F f      | Ф ф                  | на арабски: ﻑ                               | на арабски: ﻓ                    | на арабски: ـفـ                  | на арабски: ﻒ                                  | [f]        |
| G g                  | G g      | Г г                  | на арабски: ﮒ                               | на арабски: ﮔ                    | на арабски: ـگـ                  | на арабски: ـگ                                 | [ɡ]        |
| H h                  | H h      | h h                  | на арабски: ﻫ                               | на арабски: ﻫ                    | на арабски: ـهـ                  | на арабски: ـهـ                                | [h]        |
| Ḧ ḧ                  | H' h'    | h’ h’                | на арабски: ح                               | на арабски: حـ                   | на арабски: ـحـ                  | на арабски: ـح                                 | [ħ]        |
| —                    | '        | —                    | на арабски: ع                               | на арабски: عـ                   | на арабски: ـعـ                  | на арабски: ـع                                 | [ʕ]        |
| I i                  | I i      | Ь ь                  | —                                           | —                                | —                                | —                                              | [ɯ]        |
| Î î                  | Í í      | И и                  | на арабски: ﯼ                               | на арабски: ﺋﯾ                   | на арабски: ـيـ                  | на арабски: ﯽ                                  | [iː]       |
| J j                  | Jh jh    | Ж ж                  | на арабски: ﮊ                               | —                                | —                                | на арабски: ـژ                                 | [ʒ]        |
| K k                  | K k      | K k                  | на арабски: ﮎ                               | на арабски: ﮐ                    | на арабски: ـکـ                  | на арабски: ﮏ                                  | [k]        |
| L l                  | L l      | Л л                  | на арабски: ﻝ                               | на арабски: ﻟ                    | на арабски: ـلـ                  | на арабски: ـل                                 | [l]        |
| —                    | ll       | Л’ л’                | на арабски: ڵ; на арабски: ڶ                | на арабски: ڵــ; на арабски: ڶــ | на арабски: ـڵـ; на арабски: ـڶـ | на арабски: ـڵ; на арабски: ـڶ                 | [lˁ]       |
| M m                  | M m      | M m                  | на арабски: ﻡ                               | на арабски: ﻣ                    | на арабски: ـمـ                  | на арабски: ـم                                 | [m]        |
| N n                  | N n      | Н н                  | на арабски: ﻥ                               | на арабски: ﻧ                    | на арабски: ـنـ                  | на арабски: ـن                                 | [n]        |
| O o                  | O o      | O o                  | на арабски: ۆ                               | на арабски: ئۆ                   | -                                | на арабски: ـۆ                                 | [o]        |
| P p                  | P p      | П п                  | на арабски: پ                               | на арабски: پــ                  | на арабски: ـپـ                  | на арабски: ـپ                                 | [p]        |
| Q q                  | Q q      | Ԛ ԛ                  | на арабски: ﻕ                               | на арабски: ﻗ                    | на арабски: ـقـ                  | на арабски: ـق                                 | [q]        |
| R r                  | R r      | P p                  | на арабски: ﺭ                               | —                                | —                                | на арабски: ـر                                 | [r]        |
| —                    | rr       | Р’ р’                | на арабски: ڕ; на арабски: ڒ; на арабски: ڔ | —                                | —                                | на арабски: ـڕ; на арабски: ـڒ; на арабски: ـڔ | [r]        |
| S s                  | S s      | C c                  | на арабски: ﺱ                               | на арабски: ﺳ                    | на арабски: ـسـ                  | на арабски: ـس                                 | [s]        |
| Ş ş                  | Sh sh    | Ш ш                  | на арабски: ﺵ                               | на арабски: ﺷ                    | на арабски: ـشـ                  | на арабски: ـش                                 | [ʃ]        |
| T t                  | T t      | T т                  | на арабски: ﺕ                               | на арабски: ﺗ                    | на арабски: ـتـ                  | на арабски: ـت                                 | [t]        |
| U u                  | U u      | Ö ö                  | на арабски: ﻭ                               | —                                | —                                | на арабски: ـو                                 | [œ]        |
| Û û                  | Ú ú      | У у                  | на арабски: ﻭﻭ ۇ                            | —                                | —                                | на арабски: ـوﻭ ـۇ                             | [uː]       |
| —                    | Ù ù      | —                    | на арабски: ۈ                               | —                                | —                                | на арабски: ـۈ                                 | [ʉː]       |
| V v                  | V v      | B в                  | на арабски: ڤ ۋ                             | на арабски: ڤـ                   | на арабски: ـڤـ                  | на арабски: ـڤ ـۋ                              | [v]        |
| W w                  | W w      | Ԝ ԝ                  | на арабски: ﻭ                               | —                                | —                                | на арабски: ـو                                 | [w]        |
| X x                  | X x      | X x                  | на арабски: ﺥ                               | на арабски: ﺧ                    | на арабски: ـخـ                  | на арабски: ـخ                                 | [x]        |
| Ẍ ẍ                  | X' x'    | Ѓ ѓ                  | на арабски: ﻍ                               | на арабски: ﻏ                    | на арабски: ـغـ                  | на арабски: ـغ                                 | [ʁ]        |
| Y y                  | Y y      | Й й                  | на арабски: ﯼ                               | на арабски: يـ                   | —                                | —                                              | [j]        |
| Z z                  | Z z      | З з                  | на арабски: ﺯ                               | —                                | —                                | на арабски: ـز                                 | [z]        |